# Altweihergraben (Laubenzedeler Mühlbach)
Der Altweihergraben ist ein rechter und westlicher Zufluss des Laubenzedeler Mühlbachs im mittelfränkischen Landkreis Weißenburg-Gunzenhausen.

## Verlauf
Der Altweihergraben entspringt im Fränkischen Seenland auf dem Gemeindegebiet der Stadt Gunzenhausen am Südrand des Haundorfer Waldes an der Ostflanke des Büchelbergs zwischen dem Ort Büchelberg im Südwesten und dem Haundorfer Weiher im Nordosten auf einer Höhe von 444 m ü. NN. Er fließt beständig in südöstliche Richtung, größtenteils durch eine landwirtschaftlich genutzte Offenlandschaft. Er mündet, kurz nachdem er das Gemeindegebiet von Haundorf erreicht hat, nach einem Lauf von rund 1,6 Kilometern auf einer Höhe von 427 m ü. NN von rechts in den vom Laubenzedeler Mühlbach durchflossenen Eichenberger Weiher.
Der Altweihergraben hat keine bedeutenden Zuflüsse und liegt an keinen Ortschaften.